# Neomixis tenella
Neomixis tenella là một loài chim trong họ Cisticolidae.